# Hi Hi PUFFY部
『Hi Hi PUFFY部』（ハイ・ハイ・パフィーぶ）は、2006年7月5日から同年9月26日までテレビ朝日の『ネオバラエティ』水曜第4部で放送されていたバラエティ番組である。全13回。放送時間は毎週水曜 25:21 - 25:51 （日本標準時）。

## 概要
『パパパパPUFFY』の終了以来4年ぶりにPUFFYが持った冠番組で、彼女たちが毎回様々な企画に挑戦する模様を放送。各回の企画には、「○○部」という学校の部活動風のタイトルが付けられていた。番組中、カートゥーン ネットワーク制作アニメ『ハイ!ハイ! パフィー・アミユミ』 (Hi Hi Puffy AmiYumi) が2話放送されていた。
黒い空手道着を着た番組キャラクターは、2人をモチーフにしている。

## 放送内容

### 第1回目
放送第1回目では番組タイトルもコンセプトも決まっておらず、PUFFYと番組スタッフたちが制作会社の会議室に集まって会議を行う模様を放送。まず番組内でアニメ『ハイ!ハイ! パフィー・アミユミ』を放送することが決まり、その後にタイトルを『Hi Hi PUFFY部』にすることと、部活動を企画内容のモチーフにすることが決まった。そして番組終盤にタイトルコールを行い、次回予告へと繋げた。

### 第2回目以降の部活内容
- 第2回 自転車部
- 第3回 ラジコン部
- 第4回 ニット部（ゲスト顧問：広瀬光治）
- 第5回・第6回 競馬部（ゲスト顧問：見栄晴先生、ゲスト予想屋：堀内健）
- 第7回 とんま部（ゲスト顧問：みうらじゅん）
- 第8回・第9回 アウトドア部
- 第10回 ヘルシー部（ゲスト顧問：ピエール瀧）
- 第11回 マナー部
- 第12回 美食倶楽部
- 第13回 反省会

## 放送局
- テレビ朝日（水曜 25:21 - 25:51）
- 長崎文化放送（水曜 26:45 - 27:15、7日遅れ）